# 機関車先生
『機関車先生』（きかんしゃせんせい）は、伊集院静の小説。また、それを原作としたアニメ映画および実写映画。1994年6月28日に講談社より刊行された。第7回柴田錬三郎賞を受賞。
葉名島のモデルは、伊集院静の出身地である山口県防府市の野島である。2006年3月には記念碑が建てられた。

## ストーリー
昭和30年代の瀬戸内海に浮かぶ葉名島。この島にある、水見色小学校に北海道より臨時教師、吉岡誠吾が赴任してきた。彼は子供の頃の病気の影響で口をきく事ができなかった。子供たちは彼のことを「口を“きかん”」→『機関車先生』というあだ名で呼ぶようになる。

## アニメ映画
1997年3月29日に公開。原作者自らが吉岡誠吾（機関車先生）の声をあてている。

### 声の出演
- 丘野洋子：安達祐実
- 西本修平：坂本千夏
- 佐古周一郎：下條正巳
- 吉岡誠吾（機関車先生）：伊集院静
- 阿部よね：菅井きん
- 吉江：室井滋
- 西本さきこ：磯辺万沙子
- 美作重太郎：安岡力也
- 佐古美重子：井上喜久子
- 美作満：折笠愛

### スタッフ
- 製作：東北新社、フジテレビジョン
- アニメーション製作：日本アニメーション
- 監督：楠葉宏三
- 脚本：福田卓郎
- 主題歌：井上陽水「太陽の町」
- 音楽：若草恵
- 作画監督：才田俊次
- アートディレクター：長友啓典
- 配給：東宝

## 実写映画
2004年7月31日に公開。ロケは塩飽諸島（志々島）や本島 (香川県)、水見色小学校（本島 (香川県)）などで行われた。

### 出演
吉岡誠吾（機関車先生）
演 - 坂口憲二
依頼を受けて北海道から赴任してきた。剣道が得意だが、過去の試合中に相手の突きが喉に当たったことが原因で話せなくなる。剣道界では「面打ちの吉岡」の名前で有名だったとのこと。子供たちから「口をきかん（きかない）先生」、及び体が大きく強そうな見た目から「機関車先生」とあだ名をつけられる。話せないため、手話や身振り手振りで授業を行ったり周りに意思を伝える。
佐古周一郎
演 - 堺正章
小学校の校長。誠吾を島の小学校の代用教員として声をかけて採用する。たつやとは旧制中学校の同級生で、文子との二人の馴れ初めを知る人物。学校では校長の傍ら子供たちに剣道を教えている。友人だったたつやや、小学校を巣立った教え子たちが戦死したことから戦争を憎んでいる。
阿部よね
演 - 倍賞美津子
阿部産婦人科の女医。誠吾を間借りさせている。島に住んでいた頃の文子をよく知る人物。子供たちからは、「よねばーさん」と呼ばれている。姉御肌で面倒見がいい。酒とタバコが大好きで、作中では「一升や二升の酒でどうにかなるあたしではない」と酒の強さを自慢している。

#### 島の小学校に通う子供たち
学年は違うが人数が少ないため同じ教室で学んでおり、放課後もみんな一緒に遊んだりおやつを食べたりして過ごしている。
演 - 小井沼愛、石川眞吾、太田琴音、松田昴大、杉山りん、土屋匠
井口妙子
作中の6月で12歳になると言っている。歌うことが得意。ヘビが苦手。島の子供たちのお姉さん的存在で他の子供たちを気にかけたり注意したりしている。
美作満
10歳。黒い丸メガネをかけた男の子。月光仮面が好き。家は網元。ある時誠吾がとっぺいに言いがかりをつけられて殴られたのにやり返さなかったため、それ以来「腰抜け」呼ばわりするようになる。
西本修平
演 - 森田直幸
4年生。9歳。野球少年。勉強嫌いである。父は漁師。どちらかというと小柄な体格だが、ガキ大将タイプ。自分の気持ちを率直に表すため、少々気が荒い。
丘野洋子
演 - 吉谷彩子
4年生。9歳。好きなことは絵を描くこと。夢見がちな女の子。いつも不思議なことを言っているため、満から「洋子の言うことはみんなデタラメや」と言われている。

#### 誠吾の親族
吉岡文子(ふみこ)
演 - 寺島しのぶ
誠吾の母。声・写真のみの出演。島に住んでいた頃は、心配事があるといつも島にある「大楠の丘」の大きなくすの木に触れて気持ちを落ち着かせていたとのこと。よねによると若い頃、文子は美人で島の男たちが熱を上げていたとのこと。ちなみに周一郎の初恋相手。
吉岡たつや
誠吾の父。既に故人。生前、本土の海軍兵学校を卒業時に文子との結婚を許可してもらうためにひょうえもんのところに訪れる。しかしその夜たつやと愛国心の強いひょうえもんは戦争について話している内に仲違いする。島に来ることを拒否されたためたつやと文子は駆け落ちして島を出て行った。たつやは誠吾が幼いころに戦死している。
こだまひょうえもん
演 - 笑福亭松之助
誠吾の祖父で文子の父。文子がよそ者の男と駆け落ちしたいきさつから、誠吾のことを心よく思っていない。ちなみに誠吾は祖父の存在のことは聞かされていなかった。

#### その他主な島の住人
美作重太郎(みまさかしげたろう)
演 - 伊武雅刀
網元で島一番の実力者。満の父。葉名島の漁師たちを束ねており逆らうと仕事ができなくなるため、恐れられている。葉名島をバカにされると怒りを露わにする。口が利けない誠吾に教師が務まるのかと否定的に考えている。
とっぺい
演 - 千原靖史
重太郎の手下。網元である重太郎を盾に周りのものに暴言を吐いたり大きい顔をしている。口が利けなくなった誠吾のことを「(母親が)よそ者と駆け落ちしたからバチが当たった」などと失礼なことを言ったり出会うたびに突っかかっている。
室井よし江
演 - 大塚寧々
居酒屋を一人で切り盛りしている。普段は女らしいが、いざとなるととっぺいの顔に水をかけるなど意外と強気な態度も見せる。「化粧をしてほしい」という洋子に口紅をしてあげる。
佐古美重子
演 - 佐藤匡美
周一郎の娘。周一郎の友人が園長を務める、体の不自由な生徒が通う『けやきの学園』の教師。仕事柄手話ができる。心の豊かな子供たちと接する教師の仕事にやりがいを感じている。周一郎について「学校のこと以外何も出来ない人。私が衣替えをしないといつまでも冬物を着ている」と評しており、身の回りの世話をしている。

#### その他
西本父
演 - 小市慢太郎
修平の父。重太郎から『幸正丸』の船代を借金しているため、仕事に精を出す。修平からは「葉名島で一番強い漁師」として自慢に思われている。
西本母
演 - 真由子
修平の母。収入の少なく重太郎から借金をしていることもあり、夫が仕事で無理をしてるのではと身を案じている。
じゅんぞう
演 -
うらつにある中学に通う中学生で、周一郎の元教え子。優秀な生徒で、中学校でも常に上位の成績を修めている。ちなみに西本父と同じくじゅんぞうの父も重太郎に借金をして漁師をしている。
さくぞう
演 -
過去にひょうえもんの下で働いていた。誠吾の両親が駆け落ちして島を出る時に船に乗せた人物。鯛を釣るのが得意。
みぞぐち
演 - 徳井優
瀬戸内新聞の記者。作中の中国・四国地区の瀬戸内剣道大会に剣道会では有名な誠吾が出るのではとの情報を手に入れて葉名島に取材に来る。
- その他…神保悟志、鶴田さやか、迫英雄、中山麻聖、野上正義、逸見太郎、岡崎礼、大木正司、小村裕次郎、石田晃一、友川文絵

### スタッフ
- 監督：廣木隆一
- 脚本：加藤正人、及川章太郎
- 製作総指揮：長谷川安弘
- 企画：石井誠一郎
- 製作統括：早河洋、川口恵子、楳井貴視、浅井建二
- 製作者：坂上直行、木村純一、千野毅彦
- 製作補：福吉健、内藤和也
- エグゼクティブ・プロデューサー：南雲千秋、山本ほうゆう、丹芳男、鈴木豊祠
- プロデューサー：成田尚哉、山本芳久
- 音楽：国吉良一
- 主題歌：林明日香「SANCTUARY 〜夢の島へ〜」（東芝EMI/Virgin Music）
- 撮影：鈴木一博
- 編集：菊池純一
- 美術：重田重盛
- 手話コーディネイト：丸山浩路
- ロケ協力：香川県、香川フィルムコミッション、香川県観光協会、詫間町、丸亀市、観音寺市、多度津町 ほか
- 協賛：三井生命保険
- 配給：日本ヘラルド映画
- 製作プロダクション：ウィザードピクチャーズ
- 製作委員会メンバー：プラウドマン、ユーティーネット、テアトルアカデミー、ウィザードピクチャーズ、日本ヘラルド映画、電通、テレビ朝日
- 上映時間：123分